# Xia Renzong
Pour les articles homonymes, voir Song Renzong.
Xia Renzong (chinois : 夏仁宗) ou plus simplement Renzong, né en 1124 et décédé le 16 octobre 1193
, règne de juillet 1139 à sa mort est un empereur de la dynastie des Xia occidentaux, une dynastie du peuple Tangoute installée sur le Nord du territoire de l'actuelle province du Qinghai, en Chine.
Il a pour guoshi le bonze indien, Jayānanda, ainsi que Tsangpopa Konchok Sengge.